# Engels Group
De Engels Group is begonnen als leverancier van machines en onderdelen aan de textielindustrie, maar staat inmiddels in meerdere landen bekend om het assortiment kunststof bakken, afvalcontainers en ondergrondse containers. In 2023 heeft de Engels Group 145 medewerkers in 6
Europese landen.

## Historie
- Opgericht in 1955 te Tilburg
- Gestart als leverancier van machines en onderdelen aan de voornamelijk Tilburgse textielindustrie
- Ontwikkelaar van de chemobox[1]
- Eerste leverancier van chemoboxen in Nederland
- Stand 2023:  vestigingen in Be, Fr, De, Pt, UK. Omzet 54 miljoen. Naast massaproductie kunststof opslag en  transportbakken voor (e)retail ook maatwerk verpakkingen voor ASML.